# Спасская Губа
Спа́сская Губа́ (карел. Mundärvenlahti) — село в Кондопожском районе Республики Карелия Российской Федерации. Административный центр Петровского сельского поселения. 
Село находится в 39 км по автодороге от города Кондопога на дороге регионального значения 86К-18 «Шуйская — Гирвас». Расположено на холмистой местности вдоль западного берега озера Мунозеро.
В селе действуют лесхоз, средняя школа, дом культуры.

## История

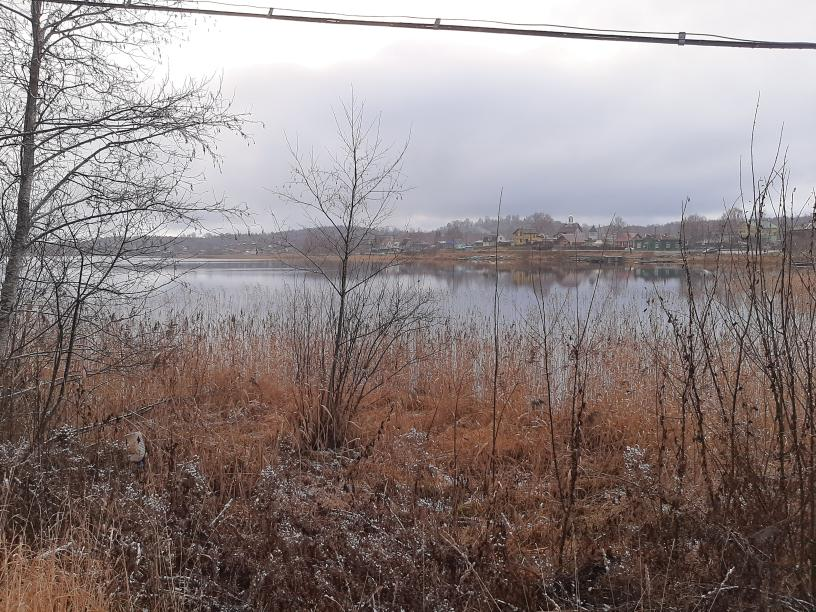
Село Спасская Губа в ноябре 2021 года (берег озера Мунозеро)

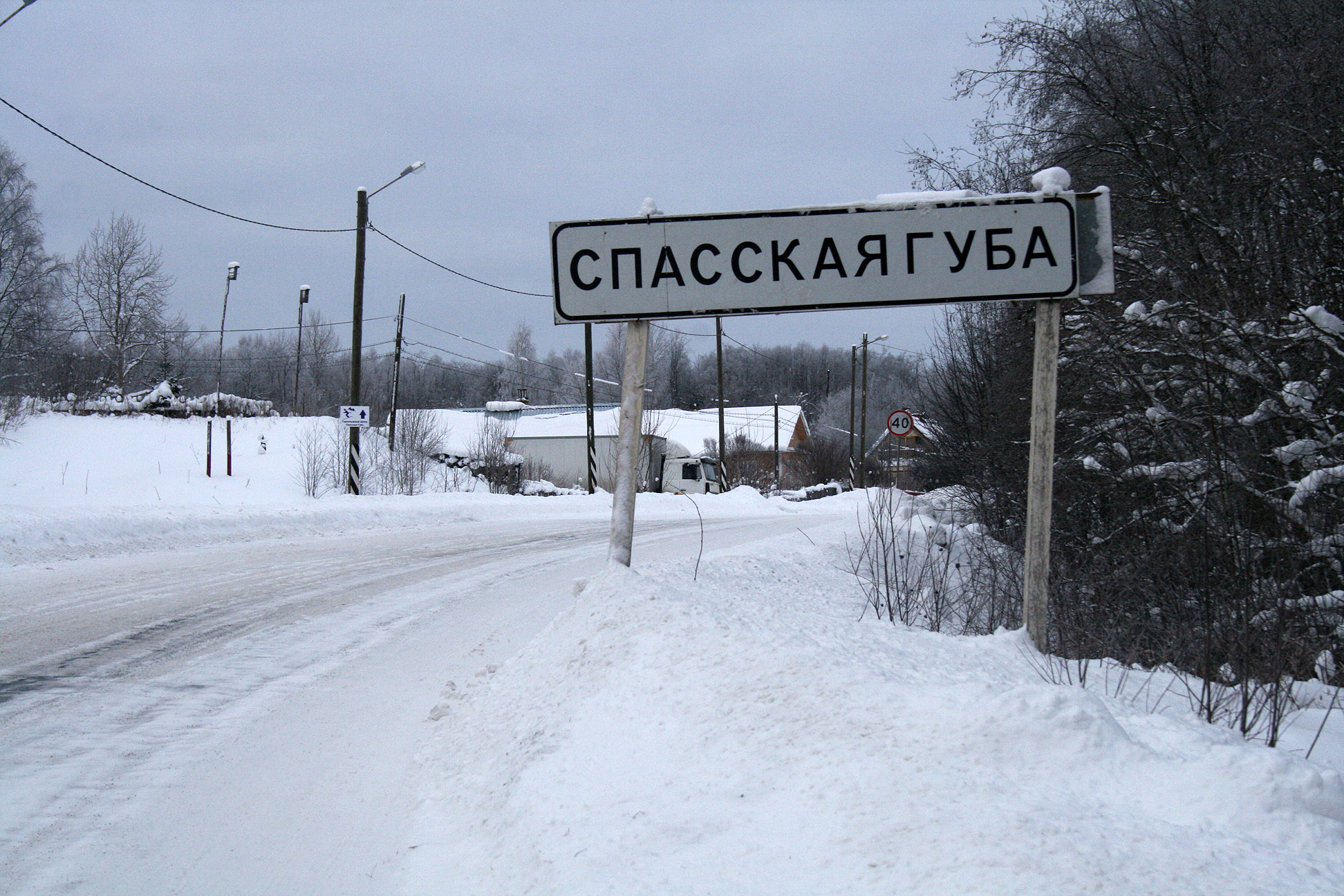
Знак на въезде в село

В XVIII веке здесь работали чугуноплавильные заводы, разрабатывалась мраморная ломка на Белой горе, малиновый гранит поставлялся в Санкт-Петербург. Местные жители также занимались перевозкой товаров по озёрам в Онего, в посёлке находились склады товаров, велась оживлённая торговля.
С 1 января 1876 года в деревню Спасская губа было переведено волостное правление из Кончезера и образована Спасопреображенская волость.
26 августа 1912 года на средства жителей в селе был установлен бюст императора Александра II.
В 1927—1957 годах село — районный центр Петровского района Автономной Карельской ССР, названного в честь комиссара Ивана Фёдоровича Петрова, уроженца волости.

## Население
| 1939 | 2002 | 2009 | 2010 | 2013 |
| ---- | ---- | ---- | ---- | ---- |
| 1358 | ↘444 | ↘417 | ↘336 | ↘310 |

## Транспорт
Через посёлок проходит автодорога Р15, связывающая Спасскую Губу с Петрозаводском на юго-востоке и с посёлком Гирвас на севере.
Ближайшие населённые пункты по направлению к Петрозаводску — Марциальные Воды и Кончезеро. Действует автобусный марштут перевозчика ГУП РК «Карелавтотранс» № 138 «Петрозаводск — Спасская Губа — Петрозаводск», по пятницам, субботам и воскресеньям один рейс в день.

## Культура
В 2006 году в посёлке был открыт музей «Песенное поле», посвящённый деятельности Петровского национального хора, в музее также представлены предметы быта карельских крестьян.

## Русская православная церковь
В 2001 году была построена часовня Спаса Преображения Петрозаводской и Карельской епархией. 
В 2013 году, по благословению митрополита карельского и петрозаводского Мануила (Павлова), настоятелем храма иеромонахом Паисием (Ковалёвым) было начато строительство каменной церкви во имя Преображения Господня с приходским домом. В 2014 году было закончено строительство приходского дома, а в 2015 году — строительство храма. Внутри храма ведётся роспись.

## Памятники истории
В посёлке сохраняется братская могила советских воинов, погибших в годы Советско-финской войны (1941—1944). В могиле захоронено 664 солдат и офицеров Карельского фронта. В 1958 году на могиле была установлена скульптура воина.

## Известные уроженцы
- Сорокин, Николай Назарович (1903—1978) — советский партийный и государственный деятель.
- Виктор Пулькин (1941—2008) — писатель, фольклорист, Заслуженный работник культуры Республика Карелия.
- Пётр Милорадов (род. 1959) — биатлонист, чемпион мира 1983 года, заслуженный мастер спорта СССР.